# Ànteros
|  | Per a altres significats, vegeu «(1943) Anteros». |

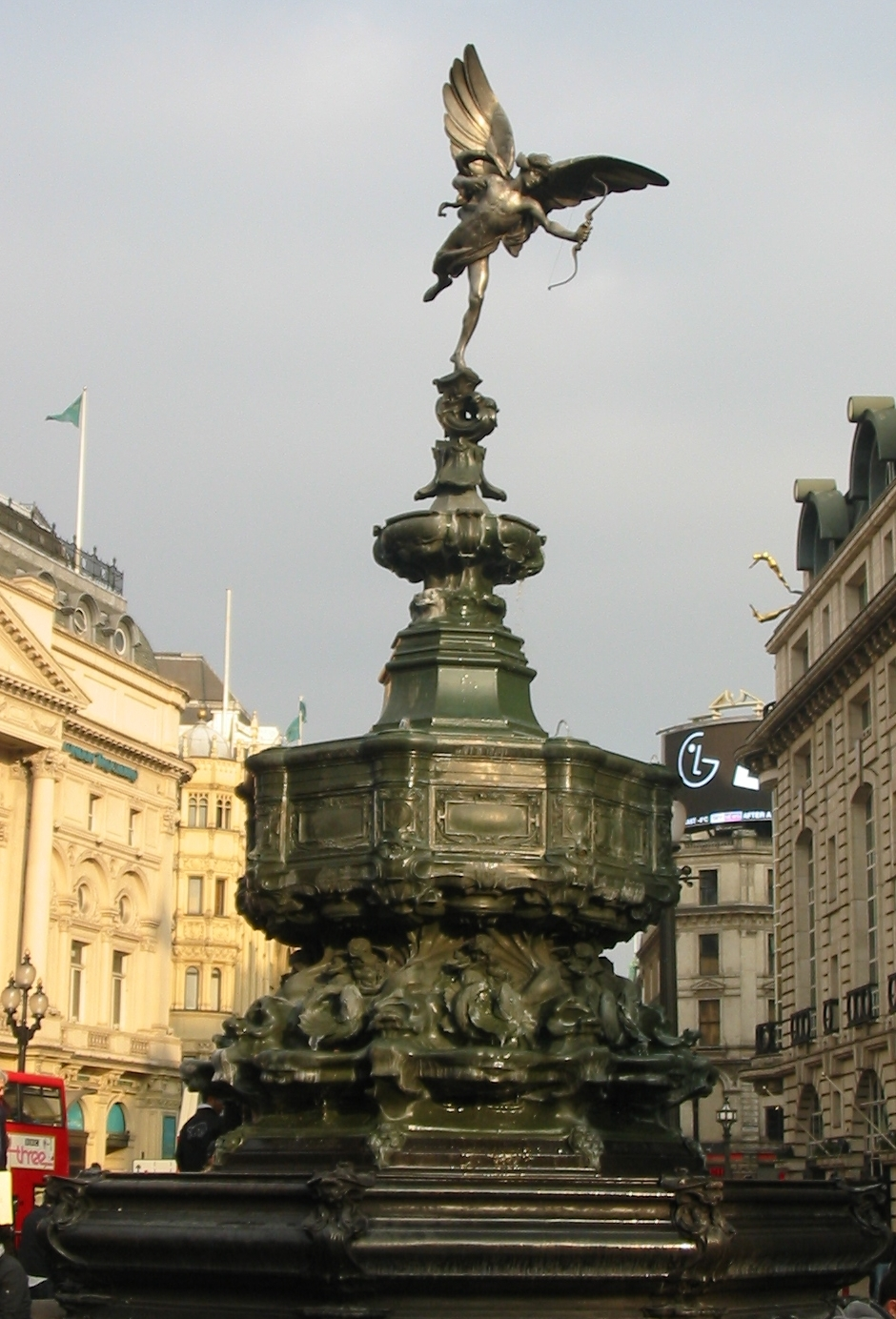
Ànteros. Piccadilly Circus London

D'acord amb la mitologia grega, Ànteros (en grec antic Αντερως) va ser una divinitat, fill d'Ares i d'Afrodita. Concebut com a germà bessó d'Eros, per a alguns seria el protector de l'amor recíproc, mentre altres diuen que causa l'aversió amorosa. Originalment Ànteros s'oposava a Eros lluitava contra ell. Ànteros castigava als que no corresponien a l'amor d'altres. Se l'acostuma a representar com un jove molt bell, amb ales i de vegades amb arc i fletxes.